# Bhutanitis
Bhutanitis is een geslacht van dagvlinders uit de familie Papilionidae

## Taxonomie
Bhutanitis kent de volgende soorten:
- Bhutanitis lidderdalii - Atkinson, 1873
- Bhutanitis ludlowi - Gabriel, 1942
- Bhutanitis mansfieldi - (Riley, 1939)
- Bhutanitis thaidina - (Blanchard, 1871)